# Long. Live. ASAP
Albums de A$AP Rocky
Live. Love. ASAP
(2011) At. Long. Last. ASAP
(2015)
Singles
1. Goldie
Sortie : 25 avril 2012
2. Fuckin' Problems
Sortie : 31 octobre 2012
3. Long Live A$AP
Sortie : 24 décembre 2012
4. Wild for the Night
Sortie : 15 janvier 2013
5. Fashion Killa
Sortie : 26 septembre 2013
6. Phoenix
Sortie : 14 novembre 2013

Long. Live. ASAP, stylisé  Long. Live. A$AP, est le premier album studio du rappeur américain A$AP Rocky sorti le 15 janvier 2013.
L'album a atteint la première place du Billboard 200 avec 139 000 exemplaires vendus lors de sa première semaine d'exploitation et a été certifié double disque de platine par la Recording Industry Association of America (RIAA) le 16 octobre 2019.

## Liste des titres
| No  | Titre                                                                                                 | Auteur                                                                                              | Producteur(s)                                                                     | Durée |
| --- | --- | --------------------------------------------------------------------------------------------------- | --------------------------------------------------------------------------------- | ----- |
| 1.  | Long Live A$AP                                                                                        | R. Mayers, J. Scheffer, R. Butler, Jr., M. Mule, I. Deboni, F. Romano, L. J. Lowther                | Jim Jonsin, Rico Love, Finatik N Zac (co.), Frank Romano (co.), LORD FLACKO (co.) | 4:49  |
| 2.  | Goldie                                                                                                | R. Mayers, C. Hollis                                                                                | Hit-Boy                                                                           | 3:12  |
| 3.  | PMW (All I Really Need) (featuring Schoolboy Q)                                                       | R. Mayers, Q. Hanley, T. Williams, N. Seetharam                                                     | T-Minus, Seetharam (co.)                                                          | 3:54  |
| 4.  | LVL                                                                                                   | R. Mayers, M. Volpe                                                                                 | Clams Casino                                                                      | 3:40  |
| 5.  | Hell (featuring Santigold)                                                                            | R. Mayers, M. Volpe, S. White                                                                       | Clams Casino                                                                      | 3:51  |
| 6.  | Pain (featuring OverDoz)                                                                              | R. Mayers, K. Muhammed, J. Willard, S. Rhouat                                                       | Soufien3000                                                                       | 3:53  |
| 7.  | Fuckin' Problems (featuring Drake, 2 Chainz & Kendrick Lamar)                                         | R. Mayers, A. Graham, K. Duckworth, T. Epps, N. Shebib, S. Garrett                                  | Noah « 40 » Shebib, Champagne Papi (co.)                                          | 3:53  |
| 8.  | Wild for the Night (featuring Skrillex & Birdy Nam Nam)                                               | R. Mayers, S. Moore, M. Dalmoro, Denis Lebouvier, T. Parent, J. Pradeyrol, N. Vadon                 | Birdy Nam Nam, Skrillex                                                           | 3:29  |
| 9.  | 1 Train (featuring Kendrick Lamar, Joey Badass, Yelawolf, Danny Brown, Action Bronson & Big K.R.I.T.) | R. Mayers, A. Asllani, M. Atha, K. Duckworth, C. Hollis, D. Sewell, J. Scott, J. Virginie, A. Nasri | Hit-Boy                                                                           | 6:12  |
| 10. | Fashion Killa                                                                                         | R. Mayers, H. Delgado, J. Laurence, D. Reznick, T. Nash, C. Stewart                                 | Hector Delgado, LORD FLACKO, Friendzone (co.)                                     | 3:56  |
| 11. | Phoenix                                                                                               | R. Mayers, B. Burton                                                                                | Danger Mouse                                                                      | 3:53  |
| 12. | Suddenly                                                                                              | R. Mayers, H. Delgado, T. Holloway                                                                  | Hector Delgado, LORD FLACKO, ASAP Ty Beats (co.)                                  | 4:30  |

| Titres bonus (Deluxe Edition) | Titres bonus (Deluxe Edition)                   | Titres bonus (Deluxe Edition)                                                                 | Titres bonus (Deluxe Edition)                          | Titres bonus (Deluxe Edition) | Titres bonus (Deluxe Edition) | Titres bonus (Deluxe Edition) | Titres bonus (Deluxe Edition) | Titres bonus (Deluxe Edition) | Titres bonus (Deluxe Edition) |
| No                            | Titre                                           | Auteur                                                                                        | Producer(s)                                            | Durée                         |                               |                               |                               |                               |                               |
| ----------------------------- | ----------------------------------------------- | --------------------------------------------------------------------------------------------- | ------------------------------------------------------ | ----------------------------- | ----------------------------- | ----------------------------- | ----------------------------- | ----------------------------- | ----------------------------- |
| 13.                           | Jodye                                           | R. Mayers                                                                                     | Joey Fatts, LORD FLACKO, Hector Delgado                | 4:20                          |                               |                               |                               |                               |                               |
| 14.                           | Ghetto Symphony (featuring Gunplay & ASAP Ferg) | R. Mayers, R. Morales, Jr., J. Williams, D. Ferguson, G. Sigsworth, I. Heap, P. Chill, T. Key | Tivon "V Don" Key, LORD FLACKO, Jonathan “MP” Williams | 3:57                          |                               |                               |                               |                               |                               |
| 15.                           | Angels                                          | R. Mayers, C. Connor, D. Davis, I. Heap, S. Davis                                             | Amsterdam                                              | 3:48                          |                               |                               |                               |                               |                               |
| 16.                           | I Come Apart (featuring Florence Welch)         | R. Mayers, F. Welch, E. Haynie, A. Gosein, J. Stephens                                        | Emile, Amanda Ghost (co.)                              | 3:37                          |                               |                               |                               |                               |                               |
| 61:25                         |                                                 |                                                                                               |                                                        |                               |                               |                               |                               |                               |                               |

| 17. | Pretty Flacko (Remix) (featuring Gucci Mane, Waka Flocka Flame & Pharrell) | R. Mayers, R. Davis, J. Malphurs, P. Williams, M. Rolle | SpaceGhostPurrp | 4:17 |

* (co.) Coproducteur

## Classements hebdomadaires
| Classements (2013)                  | Meilleure position |
| ----------------------------------- | ------------------ |
| Allemagne (Media Control AG)        | 31                 |
| Australie (ARIA)                    | 7                  |
| Autriche (Ö3 Austria Top 40)        | 62                 |
| Belgique (Flandre Ultratop)         | 34                 |
| Belgique (Wallonie Ultratop)        | 98                 |
| Canada (Canadian Albums Chart)      | 1                  |
| Danemark (Tracklisten)              | 4                  |
| États-Unis (Billboard 200)          | 1                  |
| États-Unis (Top Rap Albums)         | 1                  |
| États-Unis (Top R&B/Hip-Hop Albums) | 1                  |
| Finlande (Suomen virallinen lista)  | 18                 |
| France (SNEP)                       | 21                 |
| Norvège (VG-lista)                  | 31                 |
| Nouvelle-Zélande (RIANZ)            | 7                  |
| Pays-Bas (Mega Album Top 100)       | 45                 |
| Royaume-Uni (UK Albums Chart)       | 7                  |
| Royaume-Uni (R&B Albums)            | 1                  |
| Suisse (Schweizer Hitparade)        | 9                  |

## Certifications
| Pays                  | Certification | Unités certifiées |
| --------------------- | ------------- | ----------------- |
| Australie (ARIA)      | Or            | 35 000            |
| Canada (Music Canada) | Or            | 40 000            |
| États-Unis (RIAA)     | 2 × Platine   | 2 000 000         |
| Pologne (ZPAV)        | Or            | 10 000            |
| Royaume-Uni (BPI)     | Or            | 100 000           |